# ويلدر بنفيلد
وايلدر غريفز بينفيلد (26 يناير 1891-5 أبريل 1976)، حائز على نيشان الاستحقاق ووسام كندا ووسام القديس ميخائيل والقديس جرجس وزميل الجمعية الملكية، جراح أعصاب أمريكي كندي. وسع أساليب وتقنيات جراحة الدماغ، منها رسم خرائط لوظائف مناطق مختلفة من الدماغ مثل أنيسان القشرة. تمتد مساهماته العلمية في التحفيز العصبي لتشمل مجموعة متنوعة من الموضوعات مثل الهلاوس والتوهمات ووهم سبق الرؤية (ديجا فو). ركز بنفيلد تفكيره على العمليات العقلية، مثل التأمل في إمكانية وجود أساس علمي للروح البشرية.

## سيرته الذاتية

### النشأة وتعليمه
ولد في سبوكان، واشنطن في 26 يناير 1891، قضى بنفيلد معظم حياته المبكرة في هدسون، ويسكونسن. درس في جامعة برينستون، وكان عضوًا في نادي كاب آند غاون، ولعب في فريق كرة القدم الأمريكية. بعد تخرجه في عام 1913، عُيّن مدربًا للفريق لفترة وجيزة. في عام 1915، حصل على منحة رودس في كلية ميرتون، أكسفورد، ودرس فيها علم الأمراض العصبية تحت إشراف السير تشارلز سكوت شيرينغتون. بعد فصل دراسي في ميرتون، ذهب بنفيلد إلى فرنسا حيث عمل مضمدًا للجراح في مستشفى عسكري في ضواحي باريس. أصيب في عام 1916، حين نُسفت عبارة إس إس ساسيكس التي كان على متنها. في العام التالي، تزوج من هيلين كيرموت، وبدأ الدراسة في كلية الطب بجامعة جونز هوبكنز، وحصل على شهادته في الطب عام 1918. عمل عقب ذلك لفترة قصيرة جراحًا مقيمًا في مستشفى بيتر بنت بريغهام في بوسطن. بعد عودته إلى كلية ميرتون عام 1919، أمضى بنفيلد العامين التاليين في إكمال دراسته. التقى آنذاك بالسير ويليام أوسلر. في عام 1924، عمل لمدة خمسة أشهر مع بيو ديل ريو أورتيغا على تمييز نوع الخلايا الدبقية المعروفة باسم الخلايا الدبقية قليلة التغصنات. درس أيضًا في ألمانيا مع فيدور كراوزه وأوتفريد فوإيرستر، ودرس أيضًا في مدينة نيويورك. في عام 1928، أمضى ستة أشهر في ألمانيا مع الدكتور فوإيرستر، تعلم خلالها كيف يستخدم التخدير الموضعي لإبقاء مرضى جراحة الدماغ مستيقظين.

### عمله طبيبًا
بعد خضوعه لتدريب مهني جراحي تحت إشراف هارفي كوشينغ، حصل على منصب في معهد الأعصاب في نيويورك، وأجرى فيه أولى عملياته الفردية لعلاج الصرع. التقى ديفيد روكفلر أثناء وجوده في نيويورك، ورغب ديفيد في إنشاء معهد يتمكن فيه بنفيلد من متابعة دراسة العلاج الجراحي للصرع. لكن، منعت السياسة الأكاديمية بين أطباء الأعصاب في نيويورك تأسيس المعهد في المدينة، لذلك، قبل بنفيلد دعوة من السير فنسنت ميريديث للانتقال إلى مونتريال في كيبيك عام 1928. درّس بنفيلد هناك في جامعة ماكغيل ومستشفى فيكتوريا الملكي ليصبح أول جراح أعصاب في المدينة.
في عام 1934، أسس بنفيلد مع الدكتور ويليام كون معهد ومشفى مونتريال للأمراض العصبية في جامعة ماكغيل وأصبح أول مدير له، وأُنشئ بتمويل من روكفلر. في ذلك العام، أصبح أيضًا مواطنًا كنديًا (أحد الرعايا البريطانيين في ما كان يعرف آنذاك بالإمبراطورية البريطانية).
لم يتمكن بنفيلد من إنقاذ أخته الوحيدة، روث، التي توفيت بسبب سرطان الدماغ، على الرغم من الجراحة المعقدة التي أجراها والتي أضافت سنوات إلى حياتها.
انتُخب بنفيلد عضوًا فخريًا أجنبيًا في الأكاديمية الأمريكية للفنون والعلوم في عام 1950، وتقاعد بعد ذلك بعشر سنوات في عام 1960. نال نيشان الاستحقاق في تكريمات العام الجديد لعام 1953. حول انتباهه إلى الكتابة، ودوّن رواية بالإضافة إلى سيرته الذاتية باسم لا رجلَ وحيدٌ. كُتبت سيرة لاحقة بعنوان شيء مخبأ على يد حفيده جيفرسون لويس.
في عام 1960، وهو العام الذي تقاعد فيه، حصل بنفيلد على ميدالية ليستر عن مساهماته في العلوم الجراحية. ألقى خطاب ليستر بعنوان تفعيل سجل التجربة البشرية في كلية الجراحين الملكية في إنجلترا في 27 أبريل 1961. في عام 1967، نال وسام رفيق الشرف الكندي، وأدرج بعد وفاته في قاعة المشاهير الطبية الكندية في عام 1994. ما تزال الكثير من مواده الأرشيفية محفوظة في مكتبة أوسلر بجامعة ماكغيل.

### حياته اللاحقة
كرس بنفيلد سنواته الأخيرة للمصلحة العامة، لا سيما فيما يتعلق بدعم التعليم الجامعي. شارك مع صديقه الحاكم العام جورج فانيير وزوجته بولين فانيير في تأسيس معهد فانيير للأسرة لتعزيز وتوجيه التعليم في المنزل، الفصل الأول للرجل.
توفي بنفيلد في 5 أبريل 1976 بسبب سرطان المعدة في مستشفى فيكتوريا الملكي في مونتريال. دُفن رماده هو وزوجته هيلين في أراضي العائلة في شرق بولتون على خليج سارجنت في بحيرة ممفريماغوغ.

## إرثه
صُنف بنفيلد شخصيةً تاريخية وطنية في عام 1988 من قبل حكومة كندا. على هذا النحو، شُيّد معلم تاريخي فيدرالي من المجلس الوطني للمواقع التاريخية والآثار والمتنزهات الكندية، ويقع في مبنى يحمل اسمه في شارع الجامعة، ويشكل جزءًا من حرم جامعة ماكغيل في مونتريال.
اُصدر طابع بريدي تكريمًا لبنفيلد من قبل بريد كندا في 15 مارس 1991.
سُمي شارع الدكتور بنفيلد، الواقع على منحدر مونت رويال في مونتريال، على شرف بنفيلد في 5 أكتوبر 1978. يمتد جزء من هذا الطريق ليحد حرم جامعة ماكغيل، ويتقاطع مع جسر السير ويليام أوسلر، أي أن المؤرخين الطبيين وأمثالهم قد يجدون من الدعابة أن يتفقوا على اللقاء في أوسلر وبنفيلد.
عُلقت صورة وايلدر بنفيلد في رودس هاوس بجامعة أكسفورد في إنجلترا. انتُخب بنفيلد زميلًا للجمعية الملكية (إف آر إس) في المملكة المتحدة في عام 1943.
تكريمًا لمساهمة وايلدر غريفز بنفيلد في القطاع العام في مونتريال، إلى جانب اهتمامه بتطوير أكبر في مجال التعليم، أُنشئت أيضًا مدرسة وايلدر بنفيلد الابتدائية بصفتها جزء من مجلس مدرسة ليستر بي بيرسون.
يحمل مبنى بنفيلد أيضًا، وهو أحد المباني العشرة لكلية جون آبوت، اسم جراح الأعصاب الشهير.
كان بنفيلد موضوعًا لشعار غوغل دودل المبتكر في 26 يناير 2018، بمناسبة الذكرى 127 لميلاده. ظهرت الرسومات على صفحة غوغل الرئيسية في بلدان مختارة في خمس قارات.
سُمي مركز بنفيلد للأطفال في ميلووكي، ويسكونسن، على اسم الدكتور بنفيلد لدعوته إلى التدخل المبكر لعلاج الأطفال الذين يعانون من تأخر في النمو وإعاقات.